# 頭份義民廟

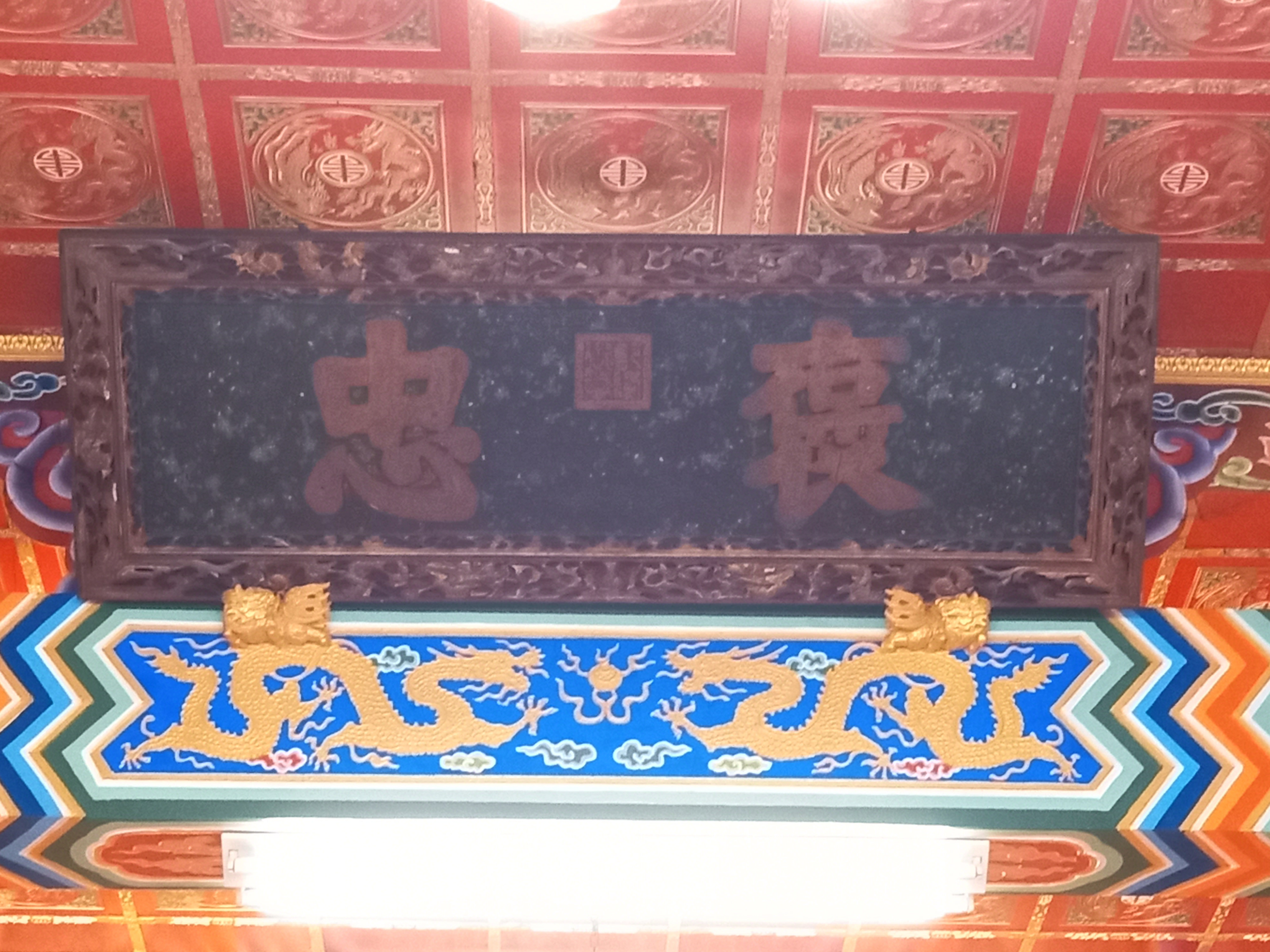
頭份義民廟的褒忠匾，為乾隆皇帝賜封「褒忠」之複刻牌匾

頭份義民廟（客語白話字：Teuˇ fun ngi-mìn-meu），是位於臺灣苗栗縣頭份市仁愛里的義民廟，為新埔褒忠亭義民廟之分廟，緊鄰頭份福德祠。

## 歷史沿革
頭份原為新埔枋寮褒忠亭義民廟的祭祀圈之一，但因頭份與新埔路程相距數十里，每年農曆七月義民節要到新埔枋寮祭拜的供品，如牲禮、果品、酒粄等，都是透過人力挑運，費時費工，又每次參加輪祭之神豬肉，苦於防腐。有鑑於此，頭份地方士紳萌發集資自行擇地建造一座義民廟，做為新埔枋寮褒忠亭之分廟，幾經地方士紳會商協議，公推遂昌縣知縣進士張維垣出面董理其事，最後擇定營頭、枋坪一帶（現今廟址）地區為建廟之處，於光緒十二年(1886 年)開始籌足建地的款項，開始興工建造，新廟藍圖格局採用前後堂兩進和兩側十餘間廂房， 歷經六年，終於光緒十八年(1892 年)而告完工。
民國十六年(1927 年)，曾修葺一次。民國五十六年(1967 年)，組織「頭份褒忠義民廟改建委員會」，由林為寬任理事長，負責策劃改建事宜，陸續興建， 民國六十年(1971 年)，後堂神宮寶殿三層樓全部竣工。民國六十三年(1974 年)，成立永久性組織機構－頭份義民廟管理委員會。頭份義民廟其間歷經幾次修葺和增建，方建成目前擁有基本財產土地面積兩千餘坪，三層樓高的建築，廟貌莊嚴宏偉，廟堂寬闊，殿宇巍峨，是頭份地區重要的信仰中心。

## 祀神
頭份義民廟正殿主祀義民爺，陪祀至聖先師、文昌帝君、魁斗星君、天上聖母、五路財神、福德正神；二樓凌霄殿上層神龕主祀玉皇大帝，下層神龕主祀三官大帝和三恩主公（關聖帝君、孚佑帝君、司命帝君），陪祀觀音佛祖和註生娘娘；二樓右側地藏殿主祀地藏王菩薩及先賢祿位牌位、二樓左側太歲殿主祀值年太歲星君。

## 外部連結
- 頭份義民廟官方網站 （页面存档备份，存于）